# Saramacca (rivier)
De Saramacca is een rivier in Suriname die stroomt in de districten Sipaliwini, Para en Saramacca. De rivier ontspringt in het Wilhelminagebergte, stroomt in noordelijke richting en mondt vervolgens uit in de Atlantische Oceaan, samen met de rivier de Coppename.
De rivier heeft een stroomgebied van 9.400 km² en is 255 km lang. Het is een belangrijke waterweg voor het lokale vracht- en personenvervoer naar de landbouwgebieden. Dit vervoer wordt echter gehinderd door de verschillende zandbanken in het mondingsgebied.

## Naam
De Arowakken noemden de rivier de Surama, waar de huidige naam Saramacca waarschijnlijk van is afgeleid. Latere namen en spelwijzes waren Surrmacca, Saramo, Saramaca en Sarameca. Lawrence Keymis, een vriend van Walter Raleigh die de rivier in 1596 als een van de eerste Europeanen zag, noemde hem Shurama. Vergelijkbare naam als die van de al in het gebied wonende Arowakken.

## Onderzoek
Aan het wetenschappelijke onderzoek van het overstromen van de rivier hebben verschillende metingen bijgedragen. Zo konden onder andere de resultaten van Loth uit 1770, de Saramacca-expeditie onder leiding van Van Stockum (1902-1903), de derde Tafelberg-Expeditie onder leiding van Geijskes (1958), en het werk van het Centraal Bureau Luchtkartering en de Geologisch Mijnbouwkundige Dienst (GMD) gebruikt worden.

## Bruggen
Ten noorden van Groningen verbindt een brug beide zijden van de rivier. Tussen Hamburg en Uitkijk, verder stroomopwaarts, was er lange tijd slechts een veerverbinding. De brug tussen beide plaatsen is na enkele vertragingen geopend op 25 juni 2011.